# Aoukar
Aoukar (arabe : عوكر ) est un village libanais situé dans le caza du Metn au Mont-Liban au Liban. Il forme une seule municipalité avec les communes de Dbaiyeh, Zouk El-Kharab et Haret El-Bellaneh.
La population d'Aoukar est presque exclusivement chrétienne (quelques églises, dont Notre-Dame de la grotte).
L'ambassade des États-Unis au Liban y est située.